# الضلعة (حجة)
الضلعه هي إحدى قرى الجمهورية اليمنية. وهي تتبع جغرافيًا لمحافظة حجة. وإداريًا لمديرية المغربة. يبلغ تعداد سكانها 5537 نسمة حسب الإحصاء الذي جرى عام 2004.